# Edvin Kanka Ćudić
Edvin Kanka Ćudić, född 31 december 1988 i Brčko, dåvarande SFR Jugoslavien, är en bosnisk människorättsaktivist, journalist, kampsportsmästare och statsvetare, som är mest känd som ledare för UDIK, en organisation som förespråkar mänskliga rättigheter och försoning i fd Jugoslavien.

## Biografi
Född i Brčko, växte upp i Brčko och Gračanica men bor sedan 2008 i Sarajevo. Han är en mästare i japansk kampsport Jujutsu och Judo, och har därefter mellan 2006 och 2008 varit lärare i Jujutsu i skolorna för kampsport i Donji Žabar och Gornji Zovik nära Brčko.
Sedan 2013 är han en samordnare för UDIK. Som samordnare för UDIK, forskar, publicerar och presenterar han dokument om krigsförbrytelser i Bosnien och Hercegovina, men arbetar också med att kartlägga monument tillägnat offren för det jugoslaviska kriget i det forna Jugoslavien.
Han är ofta en måltavla för hot riktat från nationalister tillhörande alla etniska grupper i Bosnien och Hercegovina.